# Винсентс, Ульрик
У́льрик Ви́нсентс (дат. Ulrich Vinzents; родился 4 ноября 1976 года в Рингстеде) — датский футболист, правый защитник. Наиболее известен по выступлениям за шведский клуб «Мальмё» в 2006—2012 годах, в 2012 году был капитаном команды.

## Карьера
Воспитанник клуба «Рингстед». Сезон 1994/95 провёл в «Люнгбю». 13 ноября 1994 года, через 9 дней после своего 18-летия, дебютировал в Суперлиге: «Люнгбю» победил «Икаст» со счётом 2:0, Винсентс отыграл все 90 минут. В 1995—1998 годах выступал за «Кёге» в Первом дивизионе: в сезоне 1995/96 клуб занял 11-е место, в сезоне 1996/97 — 12-е. В 1996—1997 годах провёл 6 матчей за молодёжную (до 21 года) сборную Дании, из которых 5 были товарищескими и 1 — отборочным к молодёжному (до 21 года) чемпионату Европы 1998. В 1998 году вернулся в «Люнгбю» и вскоре стал футболистом стартового состава. 12 августа 1999 года дебютировал в еврокубках, в игре предварительного раунда Кубка УЕФА против мальтийского клуба «Биркиркара».
В 2001 году главный тренер «Люнгбю» Поуль Хансен стал спортивным директором клуба «Фарум», и в зимнее трансферное окно 2002 года 7 футболистов перешли из «Люнгбю» в «Фарум». В их числе оказался и Винсентс, контракт был рассчитан до лета 2004 года, зарплата была выше, чем в «Люнгбю». По итогам сезона 2001/02 «Фарум» впервые в своей истории вышел из Первого дивизиона в Суперлигу. В своём дебютном сезоне в Суперлиге клуб сенсационно занял третье место. Сайт «bold.dk» включил Винсентса в символическую сборную сезона, причём Винсентс был в ней единственным футболистом «Фарума». Летом 2003 года «Фарум» переименовался в «Норшелланн». В сезоне 2003/04 Винсентс отыграл без замен 32 из 33-х матчей «Норшелланна» в Суперлиге.
11 июня 2004 года на правах свободного агента подписал контракт с «Оденсе». В «Оденсе» был ещё более незаменимым, чем в «Норшелланне»: в Суперлиге 2004/05 выходил в стартовом составе во всех 33-х играх и лишь в одной из них был заменён, в Суперлиге 2005/06 отыграл без замен 20 туров до зимнего перерыва. Контракт Винсентса с «Оденсе» истекал летом 2006 года. 21 января 2006 года Ульрик подписал со шведским клубом «Мальмё» контракт сроком с лета 2006 года до лета 2009 года. 31 января 2006 года «Оденсе» и «Мальмё» договорились о немедленном переходе Винсентса в шведский клуб. Ульрик объяснил выбор клуба желанием попробовать свои силы в зарубежной лиге и необходимостью переехать в Копенгаген.
В сезоне-2006 отыграл без замен все 26 матчей «Мальмё» в лиге Аллсвенскан, «небесно-голубые» заняли седьмое место. В 2010 году «Мальмё» стал чемпионом Швеции. В победном чемпионате Винсентс провёл 29 матчей (все — в стартовом составе), отдал 3 голевые передачи. В квалификации Лиги чемпионов 2011/12 сыграл в двух матчах против хорватского клуба «Динамо». В компенсированное время ответной игры против «Динамо» «небесно-голубые» заработали право на опасный штрафной удар и всем составом (включая вратаря Душана Мелихарека) пришли в штрафную площадь «Динамо». После подачи штрафного мяч попал к Винсентсу, который пробил по воротам Ивана Келавы, но хорватский вратарь отразил этот удар, и «Мальмё» не пробился в групповой этап Лиги чемпионов. В январе 2012 года Ульрик Винсентс был объявлен новым капитаном «небесно-голубых». По ходу сезона-2012 проиграл конкуренцию за место правого защитника Миико Альборносу. Не выходил в стартовом составе с мая и не играл с июля, но в последнем матче сезона против стокгольмского АИКа отыграл 90 минут на месте левого защитника, заменяя дисквалифицированного Рикардиньо. По окончании сезона-2012 Ульрик Винсентс завершил карьеру профессионального футболиста.
22 января 2013 года вернулся в «Рингстед» в качестве играющего помощника главного тренера. Клуб был любительским и выступал в четвёртом по уровню дивизионе.

## Достижения
- Чемпион Швеции 2010